# フアン・ゴンゴラ
フアン・ゴンゴラ (Juan Góngora) こと、フアン・フランシスコ・ゴンゴラ・マテオ (Juan Francisco Góngora Mateo、1988年8月14日 - ) は、スペイン・フエンヒローラ出身のプロサッカー選手。リーガ・エスパニョーラ・CFタラベラ・デ・ラ・レイナ所属のDF。

## 経歴
スペイン・アンダルシア州マラガ県フエンヒローラに生まれたゴンゴーラは、 2007-2008シーズンに、レアル・ベティスのCチームでサッカー選手としてのキャリアをスタートした。そのシーズン後、当時、セグンダ・ディビシオンB(3部相当)に位置していた、マルベーリャFCへ移籍した。
2009年には、レアル・ムルシアのBチームへ移籍。シーズン終了後に、セグンダ・ディビシオンBに降格した、トップチームに昇格した。トップチームでは、リーグ戦12試合、コパ・デル・レイ4試合の計16試合に出場し、クラブのセグンダ・ディビシオン優勝、セグンダ・ディビシオン(2部相当)復帰に貢献した。
2011年にカディスCFへ移籍し、セグンダ・ディビシオンBに個人残留。背番号16番を背に、シーズンを通して25試合に出場した。翌年に移籍したクルトゥラル・レオネサでは、5ゴールを決めた。
2014-2015シーズンにはUCAMムルシアCFへ完全移籍。2015-2016シーズンには、キャリアハイの9得点を挙げ、クラブ初のセグンダ・ディビシオン優勝、セグンダ・ディビシオン昇格に大きく貢献した。2016-2017シーズンは自身として初のセグンダ・ディビシオンへの挑戦。その年をキャプテンとしてプレーした。2016年8月28日のコルドバCF戦で、セグンダ・ディビシオン初ゴールを挙げた。その後、勝てない時期も長く、監督の交代などもあったものの、クラブはセグンダ・ディビシオンBへ降格した。シーズン終了後には、契約を2019年まで更新した。

## 個人成績

### 国内大会
| 国内大会個人成績 | 国内大会個人成績       | 国内大会個人成績 | 国内大会個人成績 | 国内大会個人成績 | 国内大会個人成績 | 国内大会個人成績 | 国内大会個人成績 | 国内大会個人成績 | 国内大会個人成績 | 国内大会個人成績 | 国内大会個人成績 |
| 年度             | クラブ                 | 背番号           | リーグ           | リーグ戦         | リーグ戦         | リーグ杯         | リーグ杯         | オープン杯       | オープン杯       | 期間通算         | 期間通算         |
| 年度             | クラブ                 | 背番号           | リーグ           | 出場             | 得点             | 出場             | 得点             | 出場             | 得点             | 出場             | 得点             |
| スペイン         | スペイン               | スペイン         | スペイン         | リーグ戦         | リーグ戦         | 国王杯           | 国王杯           | オープン杯       | オープン杯       | 期間通算         | 期間通算         |
| ---------------- | ---------------------- | ---------------- | ---------------- | ---------------- | ---------------- | ---------------- | ---------------- | ---------------- | ---------------- | ---------------- | ---------------- |
| 2007-08          | レアル・ベティスC      |                  |                  |                  |                  |                  |                  |                  |                  |                  |                  |
| 2008-09          | マルベーリャFC         |                  |                  | 33               | 0                |                  |                  |                  |                  |                  |                  |
| 2009-10          | レアル・ムルシアB      |                  |                  | 32               | 3                |                  |                  |                  |                  |                  |                  |
| 2010-11          | レアル・ムルシア       |                  | セグンダB        | 11               | 0                | 4                | 0                |                  |                  | 15               | 0                |
| 2011-12          | カディスCF             |                  | セグンダB        | 19               | 0                | 4                | 0                |                  |                  | 23               | 0                |
| 2012-13          | ラ・ローダCF           | 16               | セグンダB        | 31               | 0                | 1                | 0                |                  |                  | 32               | 0                |
| 2013-14          | クルトゥラル・レオネサ |                  | セグンダB        | 35               | 5                |                  |                  |                  |                  | 35               | 5                |
| 2014-15          | UCAMムルシア           |                  | セグンダB        | 37               | 4                | 2                | 0                |                  |                  | 41               | 4                |
| 2015-16          | UCAMムルシア           |                  | セグンダB        | 36               | 9                | 2                | 1                |                  |                  | 38               | 10               |
| 2016-17          | UCAMムルシア           | 3                | セグンダ         | 21               | 3                | 2                | 0                |                  |                  | 23               | 3                |
| 2017-18          | UCAMムルシア           |                  | セグンダB        |                  |                  |                  |                  |                  |                  |                  |                  |
| 通算             | スペイン               | スペイン         | セグンダB        |                  |                  |                  |                  |                  |                  |                  |                  |
| 通算             | スペイン               | スペイン         | セグンダ         | 21               | 3                | 2                | 0                |                  |                  | 23               | 3                |
| 総通算           |                        |                  |                  |                  |                  |                  |                  |                  |                  |                  |                  |

## タイトル

### チームタイトル

#### 国内大会
- セグンダ・ディビシオンB
  - 2010-2011、2015-2016